# Proctacanthus milbertii
Proctacanthus milbertii là một loài ruồi trong họ Asilidae. Proctacanthus milbertii được Macquart miêu tả năm 1838.